# Real Academia San Dionisio de Ciencias, Artes y Letras de Jerez de la Frontera
La Real Academia San Dionisio de Ciencias, Artes y Letras de Jerez de la Frontera (Andalucía, España), es una institución de naturaleza esencialmente cultural y tiene como finalidad principal fomentar todos los trabajos de investigación y difusión de toda clase de conocimientos en todas las ramas que su título comprende. Está localizada en la Calle Consistorio de dicha ciudad.

## Historia
Fechas relevantes:
- 1948. Creación de la Academia. Primera sede en la Pescadería Vieja
- 1985. Integración de la Academia en el recién creado Instituto de Academias de Andalucía
- 1990. Adaptación a su nueva sede, en calle Consistorio 13.
- 1991. Concesión de Rey de España el título de Real
- 1994  El Instituto de Reales Academias de Andalucía celebra su Día Institucional en Jerez[2]

## Estructura
Está formada por 35 Académicos Numerarios y un número indeterminado de Académicos Correspondientes. Tradicionalmente han sido personas de reconocido prestigio en disciplinas de letras y ciencias, pero recientemente se ha abierto a artistas flamencos como Paco Cepero o Angelita Gómez así como a Íñigo Sánchez, biólogo conservador del Zoobotánico de Jerez

## Marco asociativo

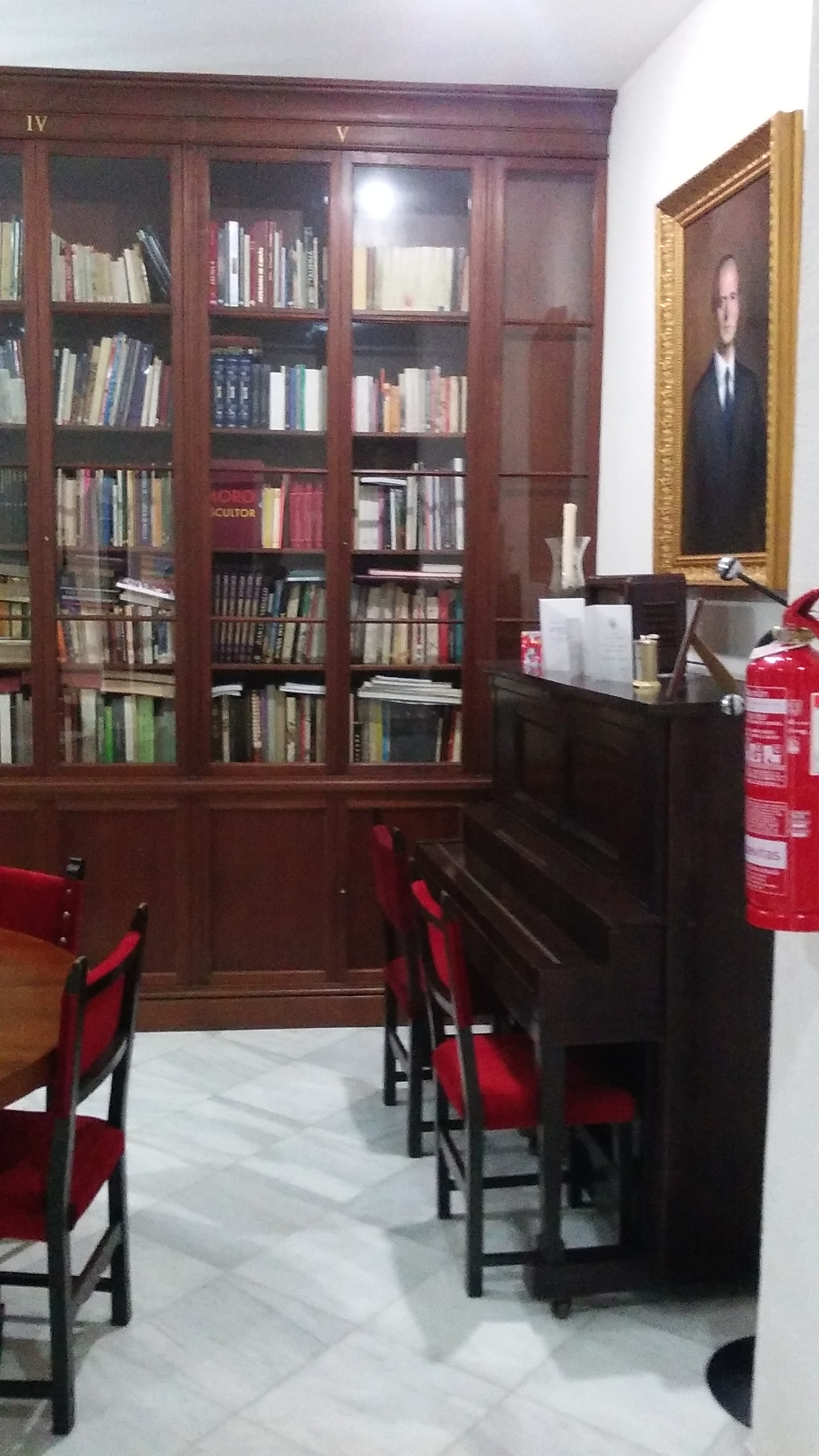
Biblioteca en la planta baja

Está integrada en la Red de Academias de Andalucía y en el Instituto de España.

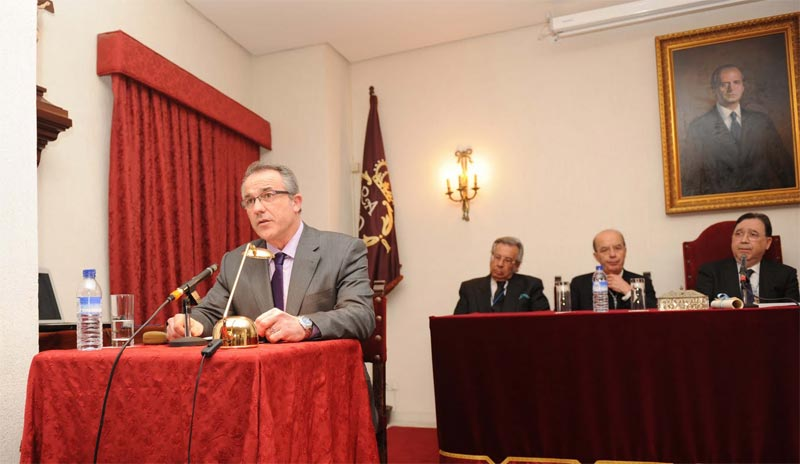
Ingreso del académico José Luis Jiménez García.

## Instalaciones

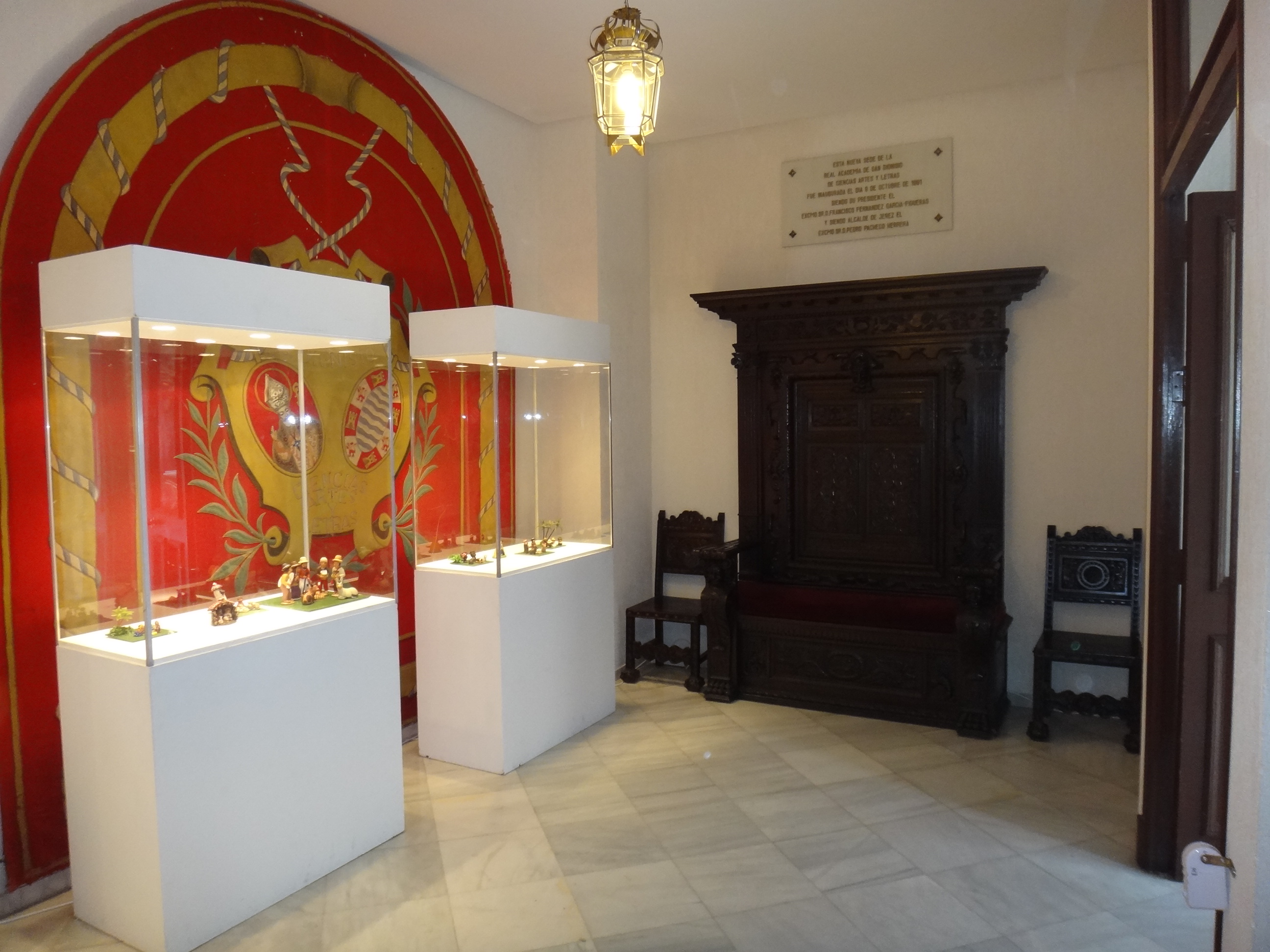
Estandarte a la entrada.

- Biblioteca
- Secretaría General.
- Archivo General de la Academia
- Presidencia de la Academia
- Salón de Actos
- Tribuna de Académicos.

## Actividades
En 1969 creó la Asociación Fotográfica Jerezana San Dionisio, actualmente en la Torre del Agua.
En los últimos años la Academia está haciendo un importante esfuerzo por abrirse a la sociedad, realizando exposiciones y jornadas diversas.
En 2019 publica un libro sobre su historia. Dicha obra impulsó proyectos de digitalización y ordenación del archivo de la Academia